# Mark Spoon
Mark Spoon, vlastním jménem Markus Löffel (27. listopadu 1966 – 11. ledna 2006) byl německý DJ, producent a hudební skladatel.
Původně pracoval jako kuchař, ale na konci 80. let změnil směr a stal se DJ. Jeho umělecké příjmení bylo doslovným překladem jeho vlastního, löffel a spoon jsou německým a anglickým výrazem pro lžíci. Mark Spoon byl průkopníkem trancové hudby a kromě práce pod jinými jmény také remixoval řadu skladeb různých umělců včetně Mobyho Go.
Na počátku 90. let se spojil s kytaristou Jam El Marem (Rolf Ellmer) a spolu vytvořili několik hudebních projektů, z nichž nejznámější jsou Jam & Spoon, dále Tokyo Ghetto Pussy and Storm. Mezi jejich největší hity patří klubová hymna Stella, rádiové skladby se zpěvačkou Plavkou jako Right In The Night, Find Me, Angel (Ladadi O-Heyo), Kaleidoscope Skies, Don't Call It Love či se zpěvákem Reou Garveyem Be.Angeled.
11. ledna 2006 byl Mark Spoon nalezen mrtvý ve svém berlínském bytě, příčinou smrti bylo zřejmě srdeční selhání.